# .by
.by és el domini de primer nivell territorial (ccTLD) actual de Belarús. És administrat pel Centre Operatiu-Analític de la República de Belarús (Оперативно-аналитический центр при Президенте Республики Беларусь), i des del 2012 Reliable Software, Inc. també n'és l'administrador tècnic. El codi "by" prové de la manera com s'escrivia en anglès Belarús durant l'època en què estava integrada a la Unió Soviètica, Byelorussia. El ccTLD va ser creat per Belarús el 10 de maig de 1994.
El Centre Operatiu-Analític de la República de Belarús permet a qualsevol persona registrar un domini de segon nivell .by. En canvi, els dominis de tercer nivell com .gov.by i .mil.by s'ofereixen només als funcionaris del govern. Els noms que es trien pels dominis de segon nivell no poden d'entrar en conflicte amb les empreses ja registrades o conegudes. Els noms han de tenir dos o més caràcters llatins i no poden començar o acabar amb un guió (-). L'administrador del ccTLD BY també pot rebutjar noms que continguin paraules o frases de caràcter ofensiu o il·legal.